# Станислав Хробак
Станислав Kробак (пољ. Stanisław Chrobak; Закопане, 25. мај 1902 — непознат) је био пољски војник и скијаш.
Кадзиока је рођен у Закопану. Био је члан националног олимпијског тима војне патроле на Зимским олимпијским играма 1924. Те године пољски тим је одустао због лоших временских услова. 